# Opération Mobile
Intervention militaire de 2011 en Libye
L’opération Mobile est la contribution canadienne à l'intervention militaire de 2011 en Libye dans le cadre de la guerre civile libyenne. En effet, des résolutions de l'ONU établissent une zone d'exclusion aérienne au-dessus de la Libye ainsi qu'un embargo sur les armes afin d'empêcher les troupes loyales à Mouammar Kadhafi d'effectuer des frappes aériennes contre les populations civiles. L'équivalent de l'opération Mobile pour les États-Unis est l'opération Odyssey Dawn, l'opération Harmattan pour la France et l'opération Ellamy pour le Royaume-Uni. En fait, la zone d'exclusion aérienne est appliquée par l'opération Unified Protector de l'OTAN qui prit le contrôle de l'opération Odyssey Dawn américaine le 31 mars. Le gouvernement canadien a mis fin à la mission en novembre 2011.

## Contexte
Une vague de protestations et de révolutions connue sous le nom de « Printemps arabe » a soulevé les pays arabes de l'Afrique du Nord et du Moyen-Orient depuis décembre 2010. Elle commença par la révolution tunisienne et s'étendit à d'autres pays où les manifestants réclament le départ d'un dictateur et l'établissement de la démocratie. En Libye, les manifestations ont débuté en janvier 2011 contre le régime de Mouammar Kadhafi et se sont rapidement transformées en révolution armée centrée autour de Benghazi. Le Conseil de sécurité des Nations unies a promulgué deux résolutions face à la situation en Libye : la résolution 1970 et la résolution 1973 adoptées respectivement le 26 février et le 17 mars. La première condamne l'utilisation de la force létale par le régime de Mouammar Kadhafi et lui impose une série de sanctions internationales. La seconde établit une zone d'exclusion aérienne au-dessus de la Libye et permet aux pays qui le souhaitent d'y participer dans le but de protéger la population civile libyenne.

## Contribution
Le Commandement maritime des Forces canadiennes déploya le NCSM Charlottetown à partir d'Halifax le 2 mars. Le NCSM Charlottetown rejoignit le 1er Groupe maritime permanent de l'OTAN le 14 mars et arriva sur place le 17 mars. Le NCSM Charlottetown comprend un équipage de 240 marins commandé par le capitaine de frégate Craig Skjerpen en plus d'un détachement aérien comprenant un hélicoptère CH-124 Sea King. Le 10 juillet, le NCSM Vancouver appareilla d'Esquimalt pour relever le NCSM Charlottetown.
La contribution du Commandement aérien est formée sous la Force opérationnelle Libeccio et comprend six CF-18 Hornet, deux CC-177 Globemaster III, deux CP-140 Aurora et plus de 200 militaires, pilotes et techniciens au sol. La force opérationnelle comprend également deux CC-150 Polaris utilisés pour le ravitaillement en vol. La Force opérationnelle Libeccio fut en place le 18 mars.